# 矢沢川
矢沢川（やざわがわ）は、長野県塩尻市を流れる河川。信濃川水系の支流。

## 地理
長野県塩尻市大字下西条の霧訪山（標高1,305m）付近に源を発し北に流れ、塩尻市大字下西条のJR中央本線付近で田川に合流する。

## 橋梁など
- なますや池
- 栃窪橋
- 川久保橋

## 河川施設
- 山の神自然園矢沢川の水辺